# Karlstad
Karlstad ([ˈkɑːɭstɑː(d)]ⓘ) es una ciudad sueca localizada en la orilla norte del lago Vänern. Karlstad es la capital del municipio homónimo y de la provincia de Värmland, así como sede episcopal de la diócesis de Karlstad. Ocupa el lugar número 18 entre las ciudades más grandes de Suecia.
Karlstad, o Tingvalla, como se llamó en un principio ha sido un importante centro comercial desde la Era Vikinga. En 1584 la localidad obtuvo el privilegio de ciudad del rey Carlos IX, así como su nombre actual (ciudad de Carlos). Karlstad se ubica en el delta formado por el río Klara antes de desembocar en el lago Vänern. Karlstad se asocia popularmente con poetas (Gustaf Fröding vivió en la ciudad) y tiene fama de ser una ciudad soleada. Por ello uno de sus símbolos es un sol sonriente.